# Grünzeug (Gartensendung)
grünzeug war eine Fernsehsendung des Südwestrundfunks mit Beiträgen rund um die Themen Blumen, Pflanzen, Floristik, Garten.

## Sendungsinfo
Ausgestrahlt wurde die Sendung donnerstags (SWR Fernsehen Baden-Württemberg) und samstags (SWR Fernsehen Rheinland-Pfalz) von 18:15 bis 18:45 Uhr im SWR Fernsehen sowie als Wiederholung am darauf folgenden Montag von 6:30 bis 7:00 Uhr. Sie wurde auch vom rbb Fernsehen und einsplus wiederholt. Der SWR stellte die Sendung 2018 ein.

## Sendungskonzept
Ursprünglich wurde die Sendung auf der Blumeninsel Mainau aufgezeichnet. Heute findet die Moderation und Aufzeichnung der Sendung in Gärten in Baden-Württemberg und Rheinland-Pfalz statt, oft auch auf dem Gelände des Blühenden Barocks in Ludwigsburg. Die Halbstundensendung deckt insbesondere folgende Themen ab: Informationen über Pflanzen, Gartenberatung, dekorative Verwendung von Blumen und Pflanzen, Gartengestaltung, saisonangepasste Bepflanzungen und allgemeine Tipps für Hobbygärtner und Fortgeschrittene. In einer eigenen Senderubrik gibt der Gartenexperte Volker Kugel Ratschläge zu Balkon-, Zimmer- und Nutzpflanzen und zur Gartengestaltung. Er besucht außerdem Zuschauer der Fernsehsendung in deren eigenem Garten, auf deren Balkon oder Terrasse, und gibt ihnen praktische Tipps und Hilfestellungen. In einer weiteren Rubrik des Sendeformats besuchen die Moderatoren verschiedene Meisterbetriebe und geben Tipps zu floristischen Arbeiten. Eine feste Instanz in der Sendung ist die Kräuterfrau Christel Ströbel. Sie bietet Informationen zu Kräutern und zeigt, wie man Produkte oder Heilmittel daraus herstellt wie zum Beispiel Tees oder Salben. Die Sendung wurde 2006 und 2007 mit dem TASPO Award ausgezeichnet.